# Ophiocordyceps variabilis
Кордицепс мінливий (Ophiocordyceps variabilis) — вид паразитичних аскомікотових грибів порядку Гіпокрейні (Hypocreales) класу Сордаріоміцети (Sordariomycetes).

## Спосіб життя
Паразитує на личинках двокрилих родини Xylophagidae. Достовірно не відомо як заражається личинка, що живе у гнилій деревині, адже спори грибів всередину дерева не можуть самостійно проникнути. Вважається, що спори осідають на яйцеклад дорослої комахи, і вона відкладає вже заражене яйце. Також є менш ймовірний сценарій, що спори розносять личинки деревних жуків, на яких полюють хижі личинки Xylophagidae.

## Опис
Міцелій на поверхні лялечки помітний тільки в місці виходу строми, кремовато-коричневий, повстяний.
Строма сильно варіюється в розмірах: 2 — 24 мм завдовжки, 0,2 — 3 мм в діаметрі, циліндрична з загостреною вершиною, жовта, охриста, вохристо-помаранчева, зазвичай одиночна, рідше дві або три.
Плодова частина в середній або верхній частині потовщена, 2 — 5 мм завдовжки, 2 — 6 мм у діаметрі, покрита шипами (перітеції).
Центральна, осьова, частина строми складається з поздовжніх, паралельних, безбарвних або коричневих гіф, наступний шар строми утворений переплетеними коричневими гіфами, які виступають на поверхню вільними кінцями, розширюючись на них у кулясті клітини та збираючись у пучки.
Перітеції 330—600×230—400 мкм, яйцеподібні, коричневі, з добре диференційованими стінками, 25 — 30 мкм завтовшки. Сумки циліндричні або майже булавоподібні, 200—350×8 —10 мкм, на вершині з півкулеподібною головкою 2,5 —4 мкм. Спори 5 —10×1,5 —2 мкм, ниткоподібні, безбарвні.